# Steinbach (warenhuis)

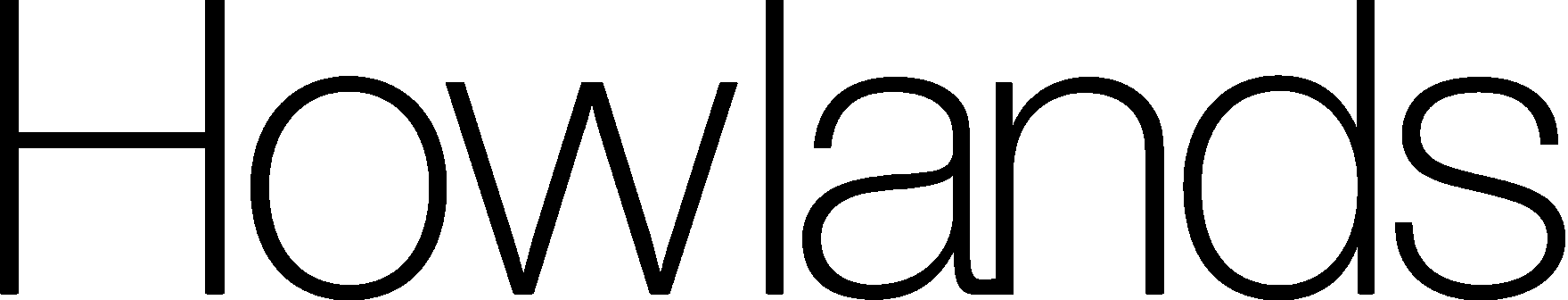
Howlands-logo

Steinbach was een warenhuisketen gevestigd in Asbury Park, New Jersey, met vestigingen in het noordoosten van de Verenigde Staten. De eerste winkel werd in 1870 geopend en in de jaren zestig werd de keten overgenomen door Supermarkets General Corporation (SGC). Begin 1999 werden de winkels gesloten.

## Geschiedenis
Steinbach werd in 1870 opgericht door de broers, John, Henry en Jacob Steinbach in Long Branch. Vier jaar later breidden de broers hun bedrijf uit naar de locatie in Asbury. Begin 20e eeuw werd Steinbach's beschouwd als 's werelds grootste warenhuis. 
Het bedrijf was ooit gelieerd aan het warenhuis Kresge-Newark in het centrum van Newark. In de jaren zestig werd de keten gekocht door Supermarkets General Corporation en bleef het als zelfstandig bedrijf opereren. SGC kocht ook de Howland-keten in Bridgeport, Connecticut (die eerder de winkelketen Genung's had samengevoegd), samen met het warenhuis Goerke's met twee winkels in Elizabeth, New Jersey. Howland bleef ook als zelfstandige keten opereren, terwijl de winkels van Goerke's onderdeel werden van de Steinbach-keten, die op hun beurt de naam Steinbach kregen. In de jaren 1970 opende de keten drie volledige filialen in winkelcentra langs de groeiende kust van Jersey, waaronder het grootste filiaal van de keten, een vestiging in de Shore Mall vlak bij Atlantic City. In 1976 werd een vierde winkelcentrum geopend in de Seaview Square Mall, vlak bij de winkel in het centrum van Asbury Park.
De vestiging op Seaview Square werd geopend als de meest exclusieve winkel van de keten. Een aantal afdelingen maakten oorspronkelijk geen deel uit van het assortiment. Dit veranderde toen de vestiging in Asbury Park in het stadscentrum in 1979 werd gesloten en Seaview Square werd aangepast, zodat alle afdelingen van de voormalige winkel in het stadscentrum er nu onder vielen. De locatie in Asbury Park brandde in 1989 af.

## Eigendom
Eind jaren 1970 fuseerde SGC de twee ketens onder de bedrijfsnaam Howland-Steinbach. Elke keten behield haar oorspronkelijke naam, maar werd gerund door één hoofdkantoor. SGC verkocht de keten in de jaren 1980 aan het Nederlandse Amcena Corporation, eigenaar van de in New York gevestigde Ohrbach's-keten.

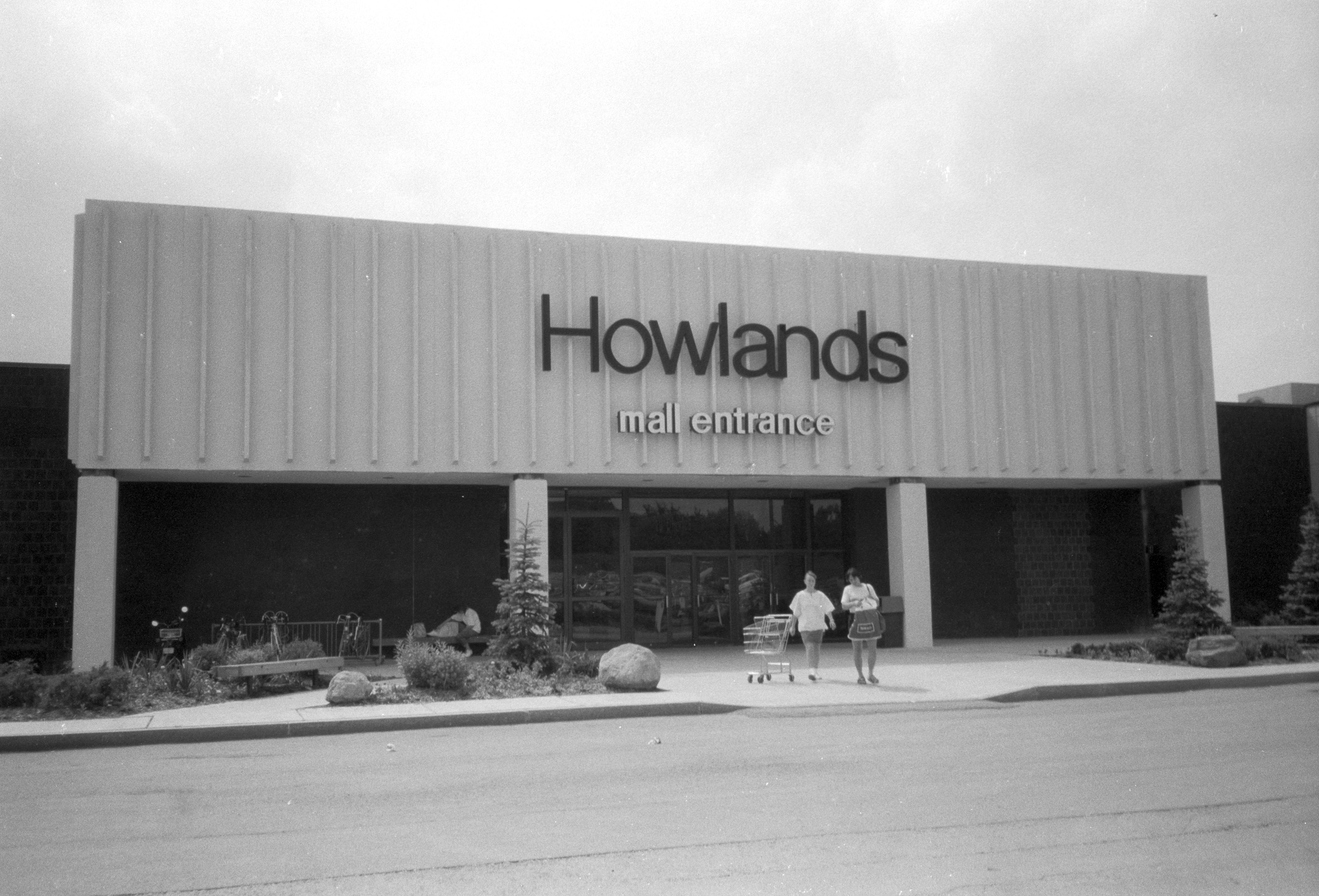
Een Howlands-winkel in Ithaca, New York, in 1987

Amcena bouwde op haar beurt de meeste Ohrbach-winkels om tot Steinbach-winkels. Het moederbedrijf zette ook alle voormalige Howland-winkels om naar het Steinbach-label en sloot de voormalige vlaggenschiplocatie van Ohrbach in New York. Eind jaren 1980 besloot Amcena de keten te verkopen. Value City kocht een aantal winkels en Crowley Milner and Company uit Detroit nam er nog een paar over. De keten werd in 1999 geliquideerd, samen met de rest van Crowley Milner.

## Vlaggenschipwinkel

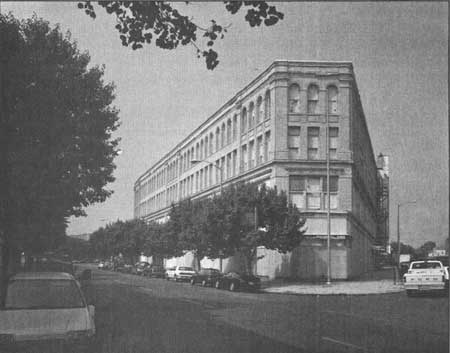
Steinbach vlaggenschipwinkel na de sluiting in 1979

Steinbach was al sinds het einde van de 19e eeuw een begrip in Asbury Park, en aan het begin van de 20e eeuw werd er een nieuwe vlaggenschipwinkel gepland en gebouwd aan de Cookman Avenue, die werd aangekondigd als 's werelds grootste resortwarenhuis. Dit gebouw telde aanvankelijk vijf verdiepingen (van de kelder tot en met de vierde verdieping), en in de jaren 1930 werden er een vijfde verdieping en een klokkentoren aan toegevoegd. Toen de noordelijke delen van de kust van New Jersey begonnen te suburbaniseren, werden Asbury Park en Steinbach een centraal punt. Het centrum van Steinbach bleef populair, zelfs nadat er verschillende winkelcentra in de buurt waren geopend. De rassenrellen in juli 1970 wierpen echter een schaduw over het centrum en het winkelend publiek begonnen het gebied te mijden. Ook Steinbach ondervond veranderingen in eigendom. In 1978 opende Steinbachs toenmalige moederbedrijf, SGC, een nieuw geconsolideerd kantoorpand in White Plains, New York, dat als hoofdkantoor voor de warenhuisactiviteiten zou dienen. Hierdoor gingen er meer dan 100 banen verloren in het centrum van Asbury Park en werd de rol van het gebouw in het centrum minder belangrijk.  
In het voorjaar van 1979 werd aangekondigd dat de Steinbach-winkel in het stadscentrum na een liquidatieverkoop zou sluiten. De winkel zou op 14 juli 1979 sluiten. De ingangen waren afgesloten met een hangslot en de resterende etalages waren dichtgetimmerd. Steinbach bleef het gebouw nog enkele jaren gebruiken als thuisbasis voor het onderhoudspersoneel, voordat het het gebouw helemaal verliet. Eind jaren 1980 werd het hele gebouw door brandstichting bijna verwoest, maar de klokkentoren en de vijfde verdieping moesten wel worden gesloopt.
Sackman Enterprises, dat het gebouw in 2001 kocht, maakte op 1 maart 2007 bekend dat het eerste van de 63 appartementen klaar was voor verhuur, na een volledige renovatie van het gebouw. Op de begane grond bevindt zich 2.000 m² winkelruimte. De vier verdiepingen erboven zijn loft-appartementen.